# Transbay Transit Center

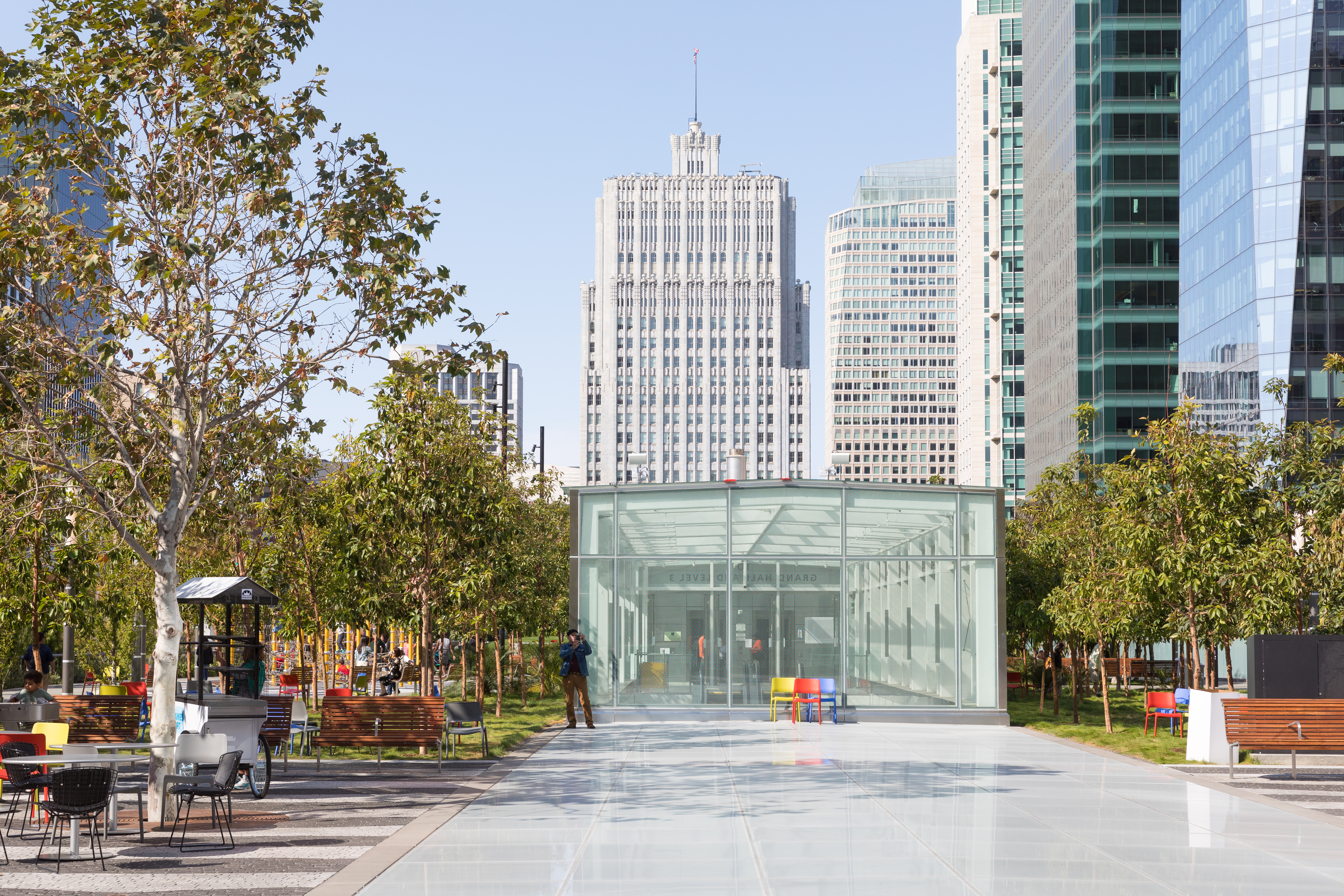
City Park in 2018

De Transbay Transit Center (officieel het Salesforce Transit Center voor sponsoringsdoeleinden) is een transitstation in het centrum van San Francisco. Het dient als het belangrijkste busstation - en mogelijk als een toekomstig treinstation - voor het San Francisco Bay Area. Het middelpunt van de San Francisco Transbay-ontwikkeling, de bouw wordt beheerd door de Transbay Joint Powers Authority (TJPA). Het gebouw bevindt zich één stratenblok ten zuidoosten van Market Street, een belangrijke commerciële en transportader.
Nadat de aardbeving van 1989 Loma Prieta schade had toegebracht aan de Terminal uit 1939 van Transbay Terminal, keurden kiezers in 1999 fondsen goed voor het nieuwe Transbay Transit Center. De bouw van de eerste fase, het busstation, begon in 2010. Beperkte dienstverlening met Muni-bussen begon in december 2017, en volledige service van AC Transit en andere regionale en interlokale busmaatschappijen begon in augustus 2018. Volledige financiering is nog niet veiliggesteld voor de tweede fase van de bouw, de Downtown Rail Extension, die hoopt een ondergronds terminalstation toe te voegen voor Caltrain en California High-Speed Rail.
Het transitcentrum was gesloten voor reparaties in september 2018 nadat scheuren werden ontdekt in structurele balken; de dienst werd hervat in juli en augustus 2019.

## Ontwerp

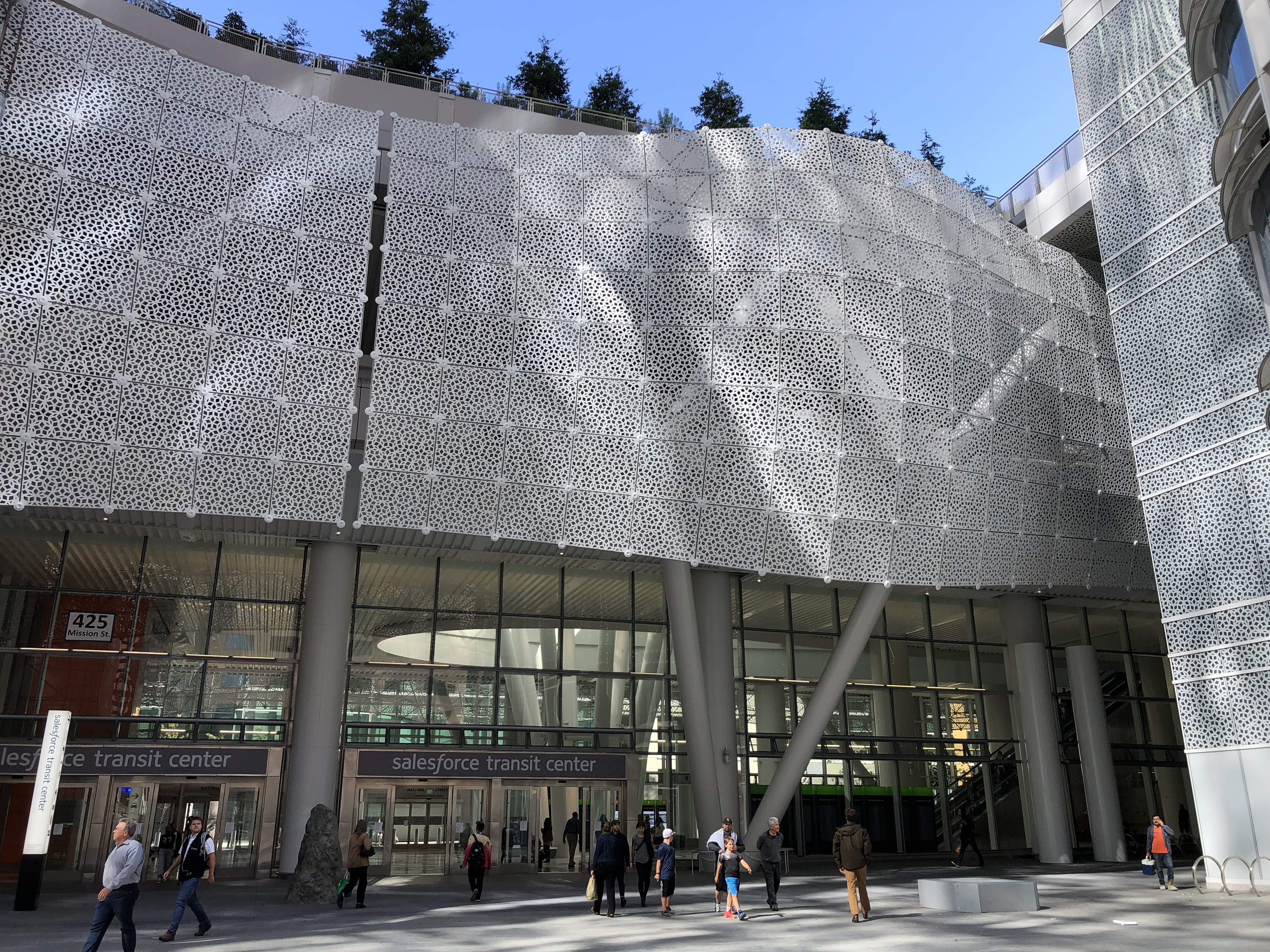
De hoofdingang van de Grand Hall, gelegen op de hoek van Mission en Fremont Streets. De buitenste "huid", gemaakt van wit aluminium, is geperforeerd in het patroon van een Penrose-tegel.

Het Salesforce Transit Center is ontworpen door Pelli Clarke Pelli Architects (PCPA). Het beslaat het hele blok tussen Minna en Natoma Streets (net ten zuidoosten van Mission Street), en strekt zich uit van Beale Street tot 2nd Street. De eerste fase van het project omvat de bovengrondse structuur plus een ondergrondse schil voor de tweede fase. De structuur heeft vier niveaus: de begane grond met ingangen, winkelruimte, ticketing en Muni/Golden Gate Transit instapplatforms; de tweede verdieping met winkelruimte, food hall, kantoren en Greyhound-ticketbalie en wachtruimte; het busdek met busperrons rond een centrale wachtruimte; en de daktuin.
Het busdek heeft een toegewijde snelwegoprit (bestaande, deels, uit een kabelbrug) naar de San Francisco-Oakland Bay Bridge en een externe busopslagfaciliteit onder de westelijke benadering van de Bay Bridge. Om bussen met deuren aan de rechterkant in staat te stellen het centrale (eiland) platform op het busdek te bedienen, rijden bussen tegen de klok in (d.w.z., aan de linkerkant) terwijl ze zich in het terminal bevinden. De busbrug omvat een verkeerslicht om de overgang tussen rechts rijden (buiten het transitcentrum) en links rijden (binnen het transitcentrum) te vergemakkelijken.
Het dakterras, ontworpen door PWP Landscape Architecture, omvat een amfitheater, een restaurant en waterpartijen. De opname van het park maakte deel uit van het winnende bod in de architectonische ontwerpwedstrijd voor de structuur.
Het gebouw omvat een gratis, 20-passagiers luchttram om toegang te bieden vanaf straatniveau (bij Mission Street en Fremont Street) naar het dakterras.

### Openbare kunst

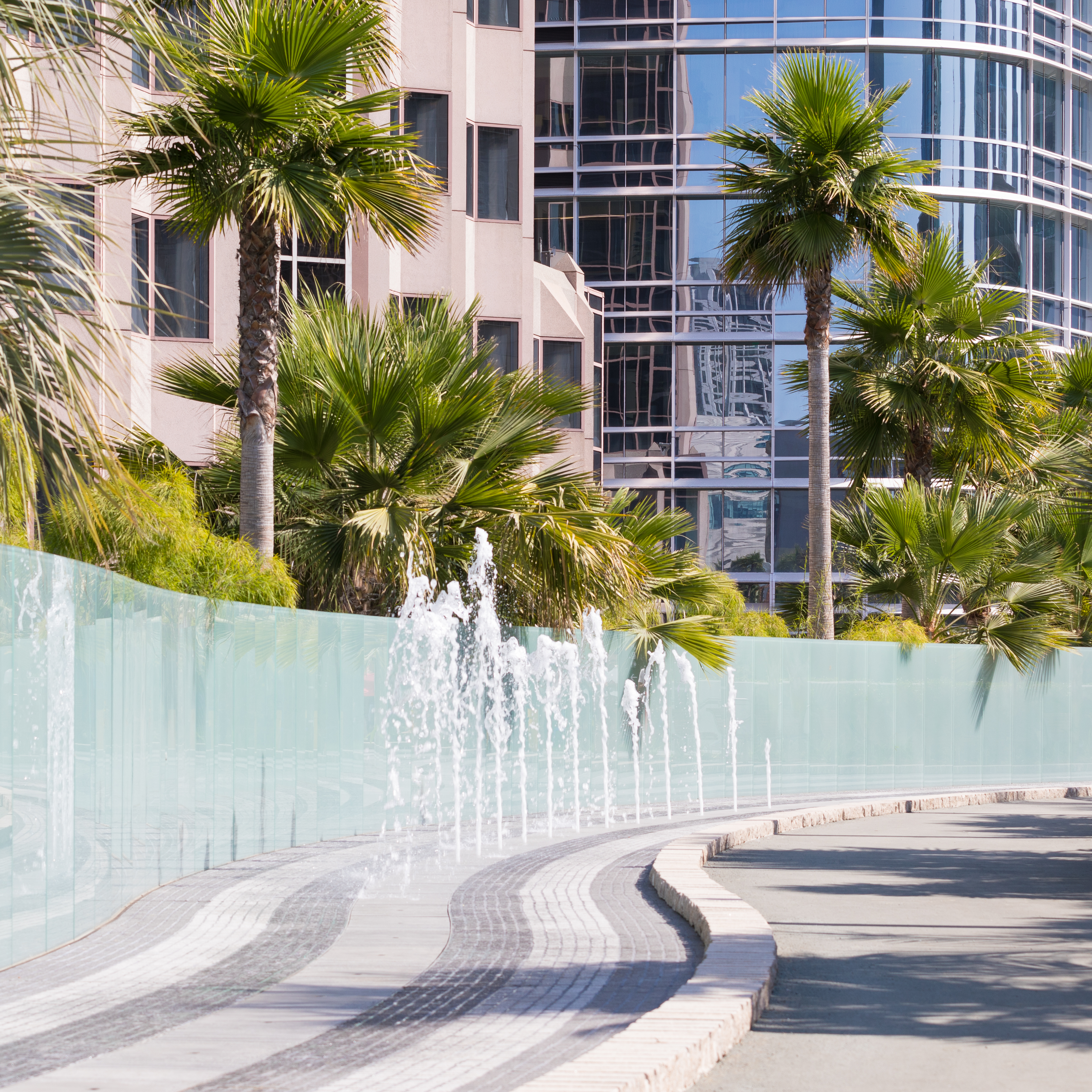
Bus Jet Fountain van Ned Kahn: waterstralen in het daktuin reageren op de beweging van bussen op het dek eronder.

Op basis van het beleid van de FTA dat de inclusie van openbare kunst in transportfaciliteiten aanmoedigt, heeft de TJPA zich ertoe verbonden $4,75 miljoen bij te dragen aan de financiering van de creatie van openbare kunstwerken voor het programma. In samenwerking met de San Francisco Arts Commission houdt de TJPA toezicht op de planning en ontwikkeling van het openbare kunstprogramma. In eerste instantie waren er vijf kunstenaars bij het programma betrokken: James Carpenter, Julie Chang, Tim Hawkinson, Jenny Holzer en Ned Kahn. In juni 2017 kondigden SFAC en TJPA aan dat de geplande installatie van Hawkinson zou worden geannuleerd omdat "de aard van de materialen, de omvang van het beeldhouwwerk en de locatie" het "een bijzonder complexe technische taak" maakten.
- De installatie van James Carpenter, getiteld Parallel Light Fields, bestaat uit verlichte plafondsegmenten en banken langs Shaw Alley, een voetgangers-/winkelgang op het begane grondniveau onder het Transit Center.[9]
- De installatie van Julie Chang, getiteld The Secret Garden, is de versierde terrazzovloer van de Grand Hall in het Transit Center.[10]
- De installatie van Jenny Holzer, getiteld White Light, is een groot LED-bord, met tekst specifiek voor het gebied van de San Francisco Bay. Het bord is geïnstalleerd net onder de elliptische glazen koepel van de Grand Hall in het Transit Center.[11]
- De installatie van Ned Kahn, getiteld Bus Jet Fountain, bestaat uit waterstralen op het dak van het Transit Center. De stralen zijn ontworpen om te reageren op de beweging van bussen op het dek eronder.[12]
- De geplande installatie van Tim Hawkinson was een beeldhouwwerk om te dienen als een "beschermer" voor reizigers. Het zou gedeeltelijk worden geconstrueerd uit materiaal dat was gered bij de sloop van de Transbay Terminal, maar vanwege kosten- en technische problemen werd het geannuleerd.[13]

## Geschiedenis

### Planning

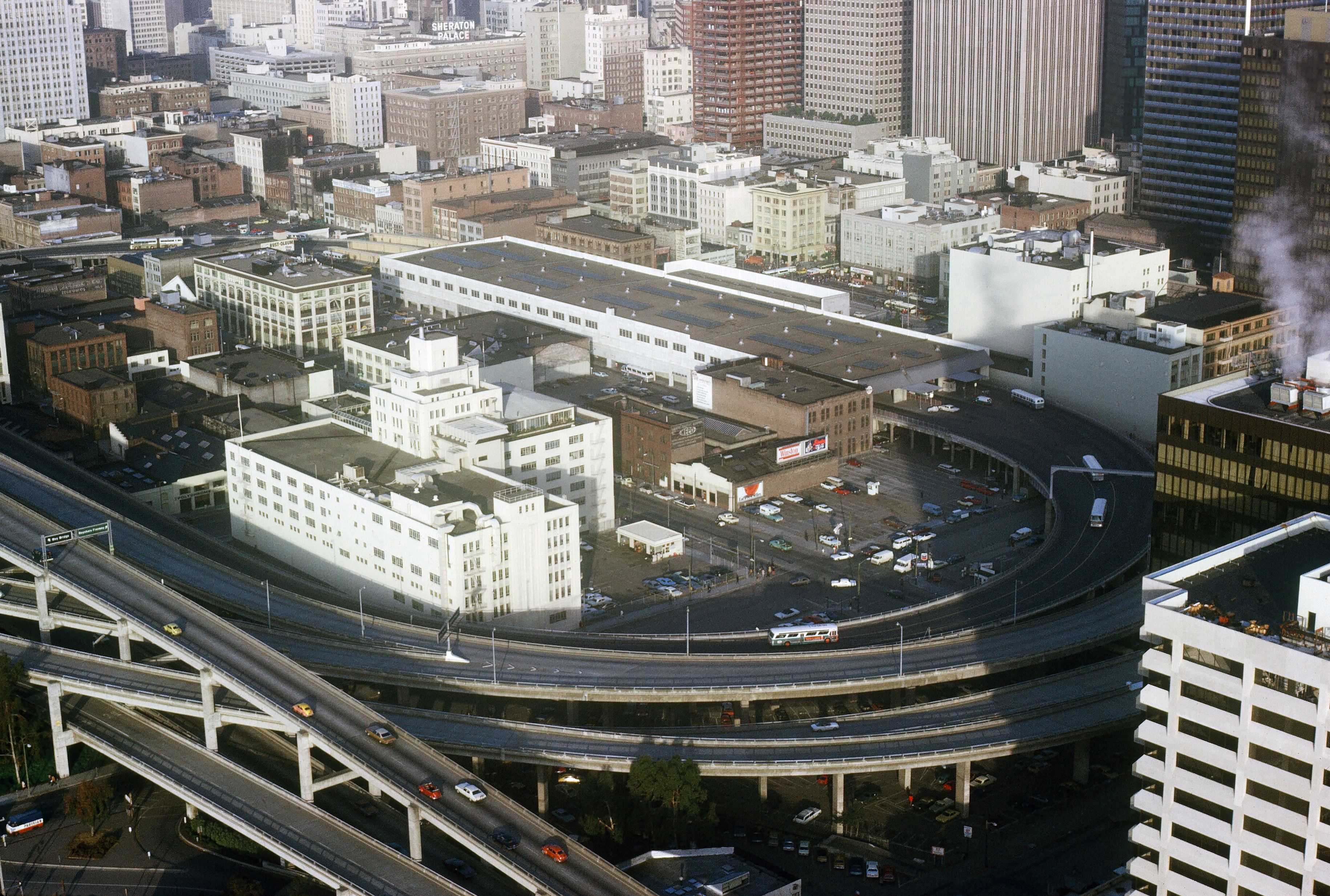
De Transbay Terminal, waarvoor het Transbay Transit Center werd gebouwd

De oorspronkelijke Transbay Terminal opende in 1939 om Key System en East Bay Electric Lines forensentreinen en Sacramento Northern Railway interurbane treinen te bedienen die over de nieuwe Bay Bridge reden. Het werd in 1958 omgebouwd tot een busstation en begon AC Transit forensenbussen te bedienen. De structuur raakte beschadigd bij de aardbeving van Loma Prieta in 1989, wat vervanging noodzakelijk maakte.
In 1995 stemde Caltrain ermee in om de uitbreiding van zijn forensenspoorwegdienst vanaf het terminusstation Fourth and King dichter bij het financiële district te bestuderen, inclusief de vraag of de verouderde Transbay Terminal moest worden verwijderd, verbouwd of herbouwd. Uiteindelijk werd besloten dat de Transbay Terminal opnieuw moest worden gebouwd, waarbij de spoorverlenging de Terminal onder Second Street binnenkwam. In november 1999 keurden de kiezers van San Francisco Proposition H goed, waarin werd verklaard dat Caltrain downtown zou worden uitgebreid naar een nieuw regionaal intermodaal transitstation dat zou worden gebouwd ter vervanging van de voormalige Transbay Terminal. De Transbay Joint Powers Authority (TJPA) werd opgericht in 2001 als de administratieve joint powers authority voor het project.
Het definitieve Environmental Impact Report (EIR) werd gepubliceerd in 2004. Het project was verdeeld in twee fasen, waarbij fase 1 de sloop van het oorspronkelijke terminalgebouw en de bouw van het Transbay Transit Center omvatte, en fase 2 de uitbreiding van het stadscentrum (DTX).
In 2006 stemden ontwikkelaars in met een nieuwe Mello-Roos belastingdistrict in het gebied rond het Transbay Transit Center om vergunningen voor hogere gebouwen mogelijk te maken. San Francisco stelde het belastingtarief in 2012 vast op 0,55 procent van de getaxeerde waarde; vanwege stijgende vastgoedprijzen was de belastingdruk echter in 2014 bijna 50% hoger dan in 2012, en de ontwikkelaars dreigden hun bouwplannen volledig stop te zetten of de stad aan te klagen. De rechtszaken zijn echter nooit van de grond gekomen.
Op 20 september 2007 werd het ontwerp voorgesteld door César Pelli van Pelli Clarke Pelli Architects formeel gekozen voor zowel het Transit Center als de Transbay Tower, nu bekend als de Salesforce Tower.